# Thyridula breviventris
Thyridula breviventris är en tvåvingeart som beskrevs av Becker 1911. Thyridula breviventris ingår i släktet Thyridula och familjen fritflugor. Inga underarter finns listade i Catalogue of Life.